# Friedrichshagener Grundschule
Die Friedrichshagener Grundschule ist eine staatliche Grundschule im Berliner Ortsteil Friedrichshagen. Sie verfügt über ein behindertengerechtes Schulgebäude.

## Geschichte
Nach der Müggelsee-Grundschule war die 1900 eröffnete, 24 Räume umfassende Schule erst die zweite Schule in Friedrichshagen. Zunächst war es eine reine Mädchenschule. Nach dem Ende des Zweiten Weltkriegs wurde die Schule von der sowjetischen Administration genutzt, erst nach deren Abzug Mitte der 1960er Jahre fand das Gebäude wieder als Schule Verwendung. Die Polytechnische Oberschule erhielt den Namen Ho-Chi-Minh-Oberschule. Der Bildhauer Hans-Peter Goettsche schuf für sie die Statue Vietnamesische Mutter mit Kind (1972), in einer Zeit, als viele Vertragsarbeiter aus Vietnam nach Deutschland kamen. Sie stand im Zeichen der „internationalen Solidarität“ ursprünglich vor dem Schulhaus. Ab dem Schuljahr 1991/92 trug sie den Namen 13. Grundschule, bevor sie schließlich ihren jetzigen Namen erhielt. Seit dem 24. Juni 2014 darf sich die Schule „Musikalische Grundschule Berlin“ nennen. Der Titel wurde von der Berliner Senatsverwaltung für Bildung verliehen.

## Profil und Projekte
Die Halbtagsschule hat ein behindertengerechtes Schulgebäude. Neben dem Unterricht zwischen 7.30 Uhr bis 13.30 Uhr gibt es auch einen offenen Ganztagsbetrieb zwischen 6.00 Uhr und 18.00 Uhr. Daneben werden verschiedene Arbeitsgemeinschaften angeboten. Im Juli 2017 erfolgte die Rezertifizierung  für drei weitere Jahre. Seit Oktober 2019 nimmt die Friedrichshagener Grundschule am Erasmus+-Programm der Europäischen Kommission teil. Gefördert wird die Teilnahme an Fortbildungskursen verschiedener europäischer Länder und Schulen.
Die Schule weist neben den üblichen Klassenzimmern mehrere Spezialräume auf, darunter ein Computerkabinett, ein Musikzimmer und ein Naturwissenschaftliches Kabinett. Daneben besitzt die Schule eine Sporthalle und eine Keramikwerkstatt mit dem Namen „Massenhaft Ton“, die nicht nur den Schülern zur Nutzung offen steht.
Die Aktivitäten werden durch den Förderverein Friedrichshagener Grundschule unterstützt.

## Alice-Leske-Preis
Die Jüdin Alice Leske arbeitete seit 1919 bis zu ihrem Berufsverbot 1935 als Lehrerin an der Friedrichshagener Grundschule. Sie wurde am 13. Januar 1942 nach Riga deportiert, später in das KZ Stutthof, wo sie am 28. Dezember 1944 starb. Seit 2013 würdigt die Friedrichshagener Grundschule mit der Verleihung des Alice-Leske-Preises jährlich einen Schüler der sechsten Jahrgangsstufe für sein soziales Engagement. Zudem hat die Schule die Finanzierung und die Pflege des 2012 verlegten Stolpersteins für Alice Leske in der Bruno-Wille-Straße 180 übernommen. Seitdem wird der Stolperstein sowie weitere Stolpersteine und die Gründe für die Verlegung immer wieder in den Unterricht eingebunden.